# Brikama United
Der Brikama United Football Club ist ein Fußballverein aus Brikama im westafrikanischen Staat Gambia, der zweitgrößten Stadt des Landes. Der Verein spielt in der höchsten Liga im gambischen Fußball, in der GFA League First Division. Sie sind in der Saison 2009 in die First Division aufgestiegen und sind in der Saison 2011 Meister geworden.

## Geschichte
Erstmals in Erscheinung trat der Brikama United in der Saison 2004 bei der Teilnahme des GFA-Cup und mit dem Aufstieg in die GFA League Second Division. Trainiert wurde der Verein 2008 vom Trainer Lamin Kah Bojang.
Mit der Saison 2009 sind sie in der First Division aufgestiegen und wurden dann in der Saison 2011 gambischer Meister. Damit werden sie bei der CAF Champions League 2012 teilnehmen. Mit diesem Erfolg waren sie der erste Verein seit dem Austragen der Meisterschaft, der nicht aus der Greater Banjul Area, also Region um die Hauptstadt Banjul, stammt.

## Erfolge
- Meisterschaft in der GFA League First Division: 2

2011, 2019

## Bekannte Spieler
- Bubacarr Sanyang (* 1994) (Teilnahme an der U-20-Fußball-Afrikameisterschaft 2011)
- Bakery Jatta (* 1998), als Bakary Daffeh (* 1995), (gambischer U20-Nationalspieler)

## Statistik in den CAF-Wettbewerben
| Wettbewerb                | Runde         | Gegner          | Hinspiel | Rückspiel          |  |
| ------------------------- | ------------- | --------------- | -------- | ------------------ |  |
|                           |               |                 |          |                    |  |
| CAF Champions League 2012 | Qualifikation | US Ouakam       | 0:1 (H)  | 1:0 (A) / Pen: 3:1 |  |
|                           | 1. Runde      | Espérance Tunis | 1:1 (H)  | 1:3 (A)            |  |